# Andrej Jerman
Andrej Jerman, né le 30 septembre 1978 à Kranj, est un skieur alpin slovène. C'est un grand spécialiste de la descente, en effet, il a fait partie des meilleurs descendeurs mondiaux durant les années 2000.

## Biographie
En 2006, il obtient son meilleur résultat olympique lors de l'édition de Turin, où il est 19e du combiné.
Lors de ses premières saisons dans le circuit mondial, il n'obtient pas des résultats probants. Lors de la saison 2006-2007, alors qu'il ne s'était jamais retrouvé dans un Top 10 en course de Coupe du monde, il termine 9e de la descente de Val Gardena, le 16 décembre 2006. Ensuite, il obtient d'autres bons résultats en descente (4e puis 9e à Bormio) avant d'obtenir la consécration à Garmisch-Partenkirchen, le 23 février 2007, en gagnant la course à la surprise générale devant les meilleurs descendeurs du monde. Un jour plus tard, il confirme, en terminant 2e, toujours en descente. Lors de la saison 2007-2008, il répète des résultats similaires à ceux obtenus la saison dernière en terminant sept fois dans les dix premiers d'une course (à Lake Louise, Val Gardena, Bormio, Wengen, Kitzbühel, Chamonix), mais il n'obtient pas de victoire.
En 2009, il enregistre ses meilleurs résultats dans les Championnats du monde, à Val d'Isère, étant douzième en super combiné et treizième en descente.
Il prend part aussi aux Jeux olympiques d'hiver de 2010 à Vancouver, sans succès.
Le Slovène se retire du sport de haut niveau en 2013.

### Jeux olympiques d'hiver
| Épreuve / Édition | Salt Lake City 2002 | Turin 2006 | Vancouver 2010 |
| Descente          | 28e                 | 28e        | 28e            |
| Super G           | 21e                 | 28e        | Abandon        |
| Combiné           | Abandon             | 19e        | 27e            |

### Championnats du monde
| Épreuve / Édition | St-Moritz 2003 | Bormio 2005 | Åre 2007 | Val d'Isère 2009 | Garmisch-Partenkirchen. 2011 |
| Descente          | 28e            | 20e         | 17e      | 13e              | 17e                          |
| Super G           | 30e            | 17e         | 23e      | 25e              | 16e                          |
| Combiné           | 15e            | 15e         | 21e      | 12e              | -                            |

### Coupe du monde
- Meilleur classement général : 16e en 2008.
- 4 podiums, dont 2 victoires.

#### Détail des victoires
| Édition / Épreuve | Descente               |
| 2007              | Garmisch-Partenkirchen |
| 2010              | Bormio                 |

#### Classements en Coupe du monde
| Année/Classement | Année/Classement | Général | Général | Descente | Descente | Slalom | Slalom | Géant  | Géant  | Super G | Super G | Combiné | Combiné |
| ---------------- | ---------------- | ------- | ------- | -------- | -------- | ------ | ------ | ------ | ------ | ------- | ------- | ------- | ------- |
| Année/Classement | Année/Classement | Class.  | Points  | Class.   | Points   | Class. | Points | Class. | Points | Class.  | Points  | Class.  | Points  |
| 2002             | 2002             | 63e     | 86      | -        | -        | -      | -      | -      | -      | 44e     | 4       | 3e      | 82      |
| 2003             | 2003             | 52e     | 140     | 28e      | 70       | -      | -      | -      | -      | 35e     | 25      | 11e     | 45      |
| 2004             | 2004             | 124e    | 11      | 48e      | 11       | -      | -      | -      | -      | -       | -       | -       | -       |
| 2005             | 2005             | 111e    | 24      | -        | -        | -      | -      | -      | -      | -       | -       | 11e     | 24      |
| 2006             | 2006             | 83e     | 55      | 38e      | 25       | -      | -      | -      | -      | -       | -       | 26e     | 30      |
| 2007             | 2007             | 24e     | 366     | 6e       | 339      | -      | -      | -      | -      | 33e     | 18      | 44e     | 9       |
| 2008             | 2008             | 16e     | 500     | 7e       | 265      | -      | -      | 60e    | 0      | 17e     | 124     | 9e      | 111     |
| 2009             | 2009             | 34e     | 225     | 16e      | 174      | -      | -      | -      | -      | 23e     | 50      | 51e     | 1       |
| 2010             | 2010             | 30e     | 243     | 11e      | 173      | -      | -      | -      | -      | 22e     | 70      | -       | -       |
| 2011             | 2011             | 44e     | 178     | 18e      | 156      | -      | -      | -      | -      | 38e     | 22      | -       | -       |
| 2013             | 2013             | 129e    | 10      | 47e      | 10       | -      | -      | -      | -      | -       | -       | -       | -       |